# Rodwayella citrinula
Rodwayella citrinula är en svampart som först beskrevs av Petter Adolf Karsten, och fick sitt nu gällande namn av Spooner 1986. Rodwayella citrinula ingår i släktet Rodwayella och familjen Hyaloscyphaceae.   Inga underarter finns listade i Catalogue of Life.